# State of Origin 1982
Die State of Origin Series 1982 waren die dritte Ausgabe des Rugby-League-Turniers State of Origin. Es bestand aus drei Spielen, die zwischen dem 1. und dem 22. Juni stattfanden und war damit das erste State-of-Origin-Turnier, das aus mehreren Spielen bestand. Queensland gewann die Series 2-1.

## Spiel 1
| 1. Juni | Queensland Maroons                                                            | 16 : 20        | New South Wales Blues                                                                       | Lang Park, Brisbane Zuschauer: 27.326 Schiedsrichter: Kevin Roberts |
| 1. Juni | Versuche: Brennan, Ribot Erhöhungen: Meninga (2/2) Straftritte: Meninga (3/4) | (6:12) Bericht | Versuche: Niszczot (2), Izzard, Mortimer Erhöhungen: Cronin (3/4) Straftritte: Cronin (1/1) | Lang Park, Brisbane Zuschauer: 27.326 Schiedsrichter: Kevin Roberts |

| 1                  | Colin Scott    |
| 2                  | John Ribot     |
| 3                  | Mitch Brennan  |
| 4                  | Mal Meninga    |
| 5                  | Kerry Boustead |
| 6                  | Wally Lewis    |
| 7                  | Mark Murray    |
| 8                  | Paul Vautin    |
| 9                  | Paul McCabe    |
| 10                 | Bruce Walker   |
| 11                 | Paul Khan      |
| 12                 | John Dowling   |
| 13                 | Rohan Hancock  |
| Auswechselspieler: |                |
| 14                 | Bob Kellaway   |
| 15                 | Gene Miles     |

| 1                  | Greg Brentnall |
| 2                  | Chris Anderson |
| 3                  | Ziggy Niszczot |
| 4                  | Mick Cronin    |
| 5                  | Steve Rogers   |
| 6                  | Alan Thompson  |
| 7                  | Steve Mortimer |
| 8                  | Ray Price      |
| 9                  | John Muggleton |
| 10                 | Tony Rampling  |
| 11                 | Craig Young    |
| 12                 | Max Krilich    |
| 13                 | John Coveney   |
| Auswechselspieler: |                |
| 14                 | Royce Ayliffe  |
| 15                 | Brad Izzard    |

## Spiel 2
| 8. Juni | Queensland Maroons                                     | 11 : 7        | New South Wales Blues                       | Lang Park, Brisbane Zuschauer: 19.435 Schiedsrichter: Barry Gomersall |
| 8. Juni | Versuche: Miles, Ribot, Vautin Erhöhungen: Scott (1/3) | (5:3) Bericht | Versuche: Izzard Straftritte: Melrose (2/2) | Lang Park, Brisbane Zuschauer: 19.435 Schiedsrichter: Barry Gomersall |

| 1                  | Colin Scott   |
| 2                  | John Ribot    |
| 3                  | Graham Quinn  |
| 4                  | Gene Miles    |
| 5                  | Brad Backer   |
| 6                  | Wally Lewis   |
| 7                  | Mark Murray   |
| 8                  | Norm Carr     |
| 9                  | Paul McCabe   |
| 14                 | Rod Morris    |
| 11                 | Paul Khan     |
| 12                 | John Dowling  |
| 13                 | Rohan Hancock |
| Auswechselspieler: |               |
| 10                 | Paul Vautin   |
| 15                 | Greg Holben   |

| 1                  | Greg Brentnall |
| 2                  | Tony Melrose   |
| 3                  | Brad Izzard    |
| 4                  | Steve Rogers   |
| 5                  | Ziggy Niszczot |
| 6                  | Alan Thompson  |
| 7                  | Steve Mortimer |
| 8                  | Ray Price      |
| 9                  | John Muggleton |
| 10                 | Tony Rampling  |
| 11                 | Craig Young    |
| 12                 | Max Krilich    |
| 13                 | John Coveney   |
| Auswechselspieler: |                |
| 15                 | Brett Kenny    |
| 16                 | Royce Ayliffe  |

## Spiel 3
| 22. Juni | New South Wales Blues                    | 5 : 10        | Queensland Maroons                                 | Sydney Cricket Ground, Sydney Zuschauer: 20.242 Schiedsrichter: Don Wilson |
| 22. Juni | Versuche: Duke Straftritte: Cronin (1/2) | (3:5) Bericht | Versuche: Hancock, Lewis Erhöhungen: Meninga (2/2) | Sydney Cricket Ground, Sydney Zuschauer: 20.242 Schiedsrichter: Don Wilson |

| 1                  | Phil Sigsworth |
| 2                  | Terry Fahey    |
| 3                  | Mick Cronin    |
| 4                  | Brad Izzard    |
| 5                  | Phillip Duke   |
| 6                  | Brett Kenny    |
| 7                  | Steve Mortimer |
| 8                  | Ray Price      |
| 9                  | Les Boyd       |
| 10                 | Paul Merlo     |
| 11                 | Don McKinnon   |
| 12                 | Max Krilich    |
| 13                 | Royce Ayliffe  |
| Auswechselspieler: |                |
| 14                 | Alan Thompson  |
| 15                 | Craig Young    |

| 1                  | Mitch Brennan  |
| 2                  | John Ribot     |
| 3                  | Gene Miles     |
| 4                  | Mal Meninga    |
| 5                  | Kerry Boustead |
| 6                  | Wally Lewis    |
| 7                  | Mark Murray    |
| 8                  | Norm Carr      |
| 9                  | Paul McCabe    |
| 10                 | Rohan Hancock  |
| 11                 | Paul Khan      |
| 12                 | John Dowling   |
| 13                 | Rod Morris     |
| Auswechselspieler: |                |
| 14                 | Paul Vautin    |
| 15                 | Tony Currie    |

## Man of the Match
| Spiel | Man of the Match |
| ----- | ---------------- |
| 1     | Mal Meninga      |
| 2     | Rod Morris       |
| 3     | Wally Lewis      |